# Herman van der Heide
Hermanus Jan (Herman) van der Heide (Sneek, 12 augustus 1917 – Abbekerk, 13 december 1998) was een Nederlandse beeldhouwer.

## Leven en werk
Hij was zoon van kleermaker Albert van der Heide en Jetske Veltman. Hij trouwde nog wonend in Sneek met Geertje de Vries. Broer Feike van der Heide werd omgebracht tijdens de Sneker Bloednacht. Zoon Valentijn van der Heide is/was beeldhouwer als ook kunstkijkdocent (lesgeven aan schoolgaande kinderen tijdens museumbezoeken). Dochter Catharina van der Heide studeerde aan de Gerrit Rietveld Academie en begon al op jonge leeftijd met Jetze Hoogterp een kunstgalerie in Leeuwarden onder de naam Klokstraat8, later Galerie Eewal, die in 2007 een filiaal opende in de Czaar Peterstraat in Amsterdam; sinds 2011 houdt het echter geen exposities meer.
Van der Heide was onder andere decorateur bij diverse bedrijven en was als beeldhouwer autodidact. Hij volgde gedurende de Tweede Wereldoorlog avondlessen tekenen en schilderen aan de Groningse Academie Minerva en later aan de Vrije Academie in Den Haag. Hij vestigde zich in 1947 als beeldend kunstenaar in Amsterdam en was tot 1955 werkzaam als tentoonstellingsinrichter. In 1951 ontmoette hij bij de Biënnale Middelheim in Antwerpen de abstract werkende kunstenaar Hans Ittmann, die hem introduceerde als lid van Creatie. Hij was tussen 1951 en 1959 eveneens lid van De Nieuwe Ploeg in Voorburg en, na de opheffing van Creatie, van 1955 tot de opheffing in 1969 met andere beeldende kunstenaars en architecten (onder anderen de architect Dirk Sterenberg) lid van de Liga Nieuw Beelden. Met de Liga exposeerde hij zijn werk bij de tentoonstelling Kleur (1958) in het Stedelijk Museum in Amsterdam. Samenwerking tussen beeldende kunstenaars en architecten, zoals de Liga propageerde, werd door Van der Heide en Sterenberg gerealiseerd bij de bouw van meerdere bruggen in Amsterdam, waarbij Van der Heide de brugleuningen voor zijn rekening nam. Het werk van de kunstenaar, die doceerde aan de Haagse kunstacademie, wordt gerekend tot het constructivisme.
Hij verhuisde in 1967 naar een boerderij in Abbekerk, alwaar hij overleed en begraven werd op de Algemene begraafplaats (Kerkweg 1)

## Werken (selectie)
- Brugknuffel (1962), Sloterbrug, Haarlemmermeer
- Monument Vaz Dias (1965) voor Mozes Salomon Vaz Dias (1881-1963), Weesperstraat/Vaz Diasbrug, Amsterdam
- Brugleuning (1965), M.S. Vaz Diasbrug (met architect Dirk Sterenberg), Amsterdam
- Brugleuning (1965), Hortusbrug, Amsterdam
- Brugleuning, Latjesbrug (1967/1968), Anne Frankstraat, Amsterdam
- Brugleuning (1970), Raampoortbrug, Nassaukade/2e Hugo de Grootstraat, Amsterdam
- Zonder titel (1972), Oldelft, Willem van Aelststraat, Delft
- De Boom (1973)[6], Leeuwarden
- Zonder titel (?), Eewal, Leeuwarden
- Object (1974), voorgevel gemeentehuis, Bussum

De vier bruggen komen alle voort uit de combinatie Van der Heide en Sterenberg, die daarin een voortzetting zagen van de combinatie Hildo Krop en Piet Kramer. Voor de Raampoortbrug maakte de eerste tevens een fontein, die in de jaren daarna spoorloos verdween. Zijn dochter verklaarde in 2023, naar aanleiding van een expositie over haar vaders werk in het Atelier Volten, dat ze grotendeels abstract zijn, maar zij zag er toch ook wat figuratiefs in, van adelaar tot ster. Overigens vond Van der Heide, aldus dochter dat de leuningen vooral moesten uitnodigen tot leunen. Van der Heide maakte de sculpturen eerst in een model, liet ze vervolgens zien aan de Dienst der Publieke Werken; ze verdwenen daarna spoorloos.

## Fotogalerij

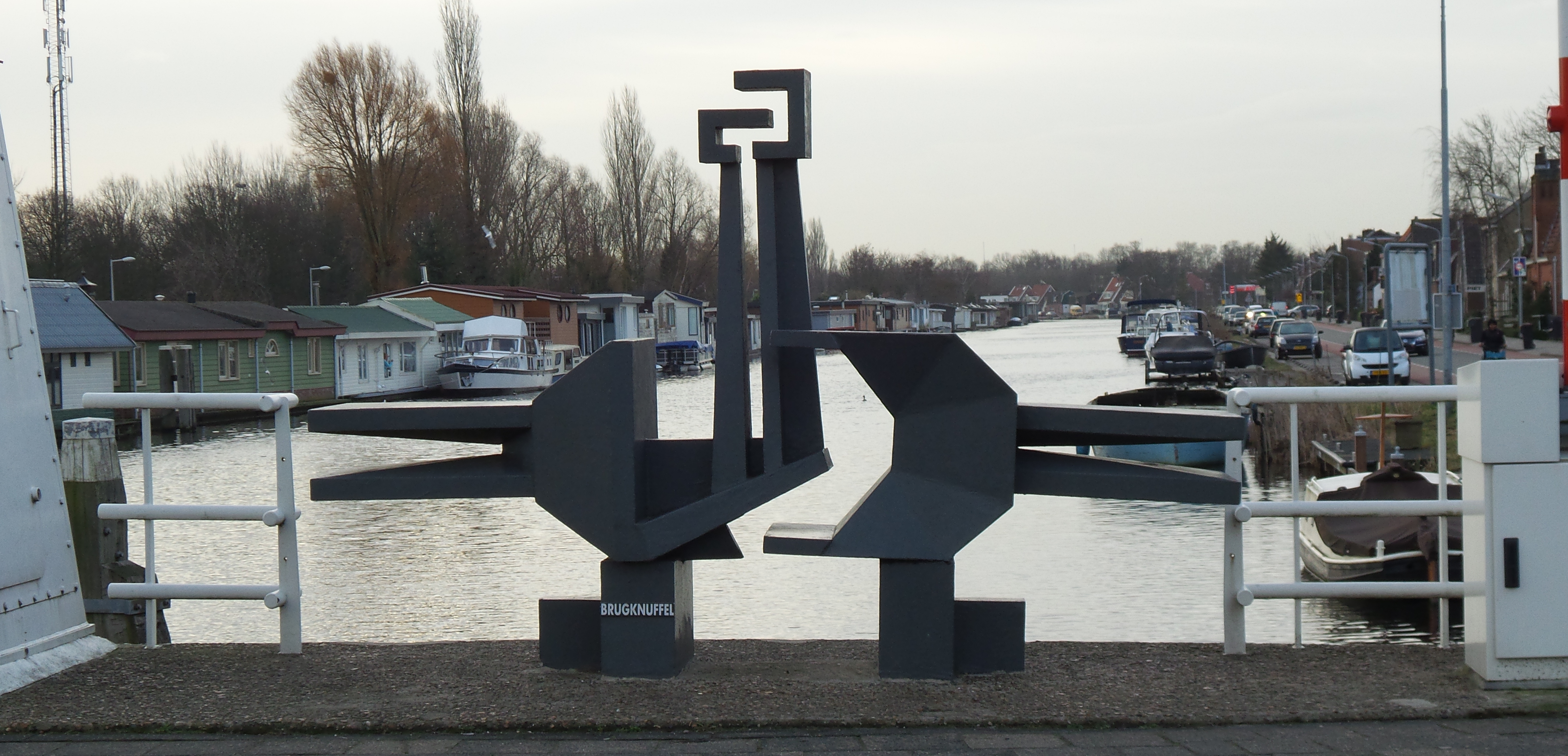
Brugknuffel (1962), Sloterbrug, Haarlemmermeer
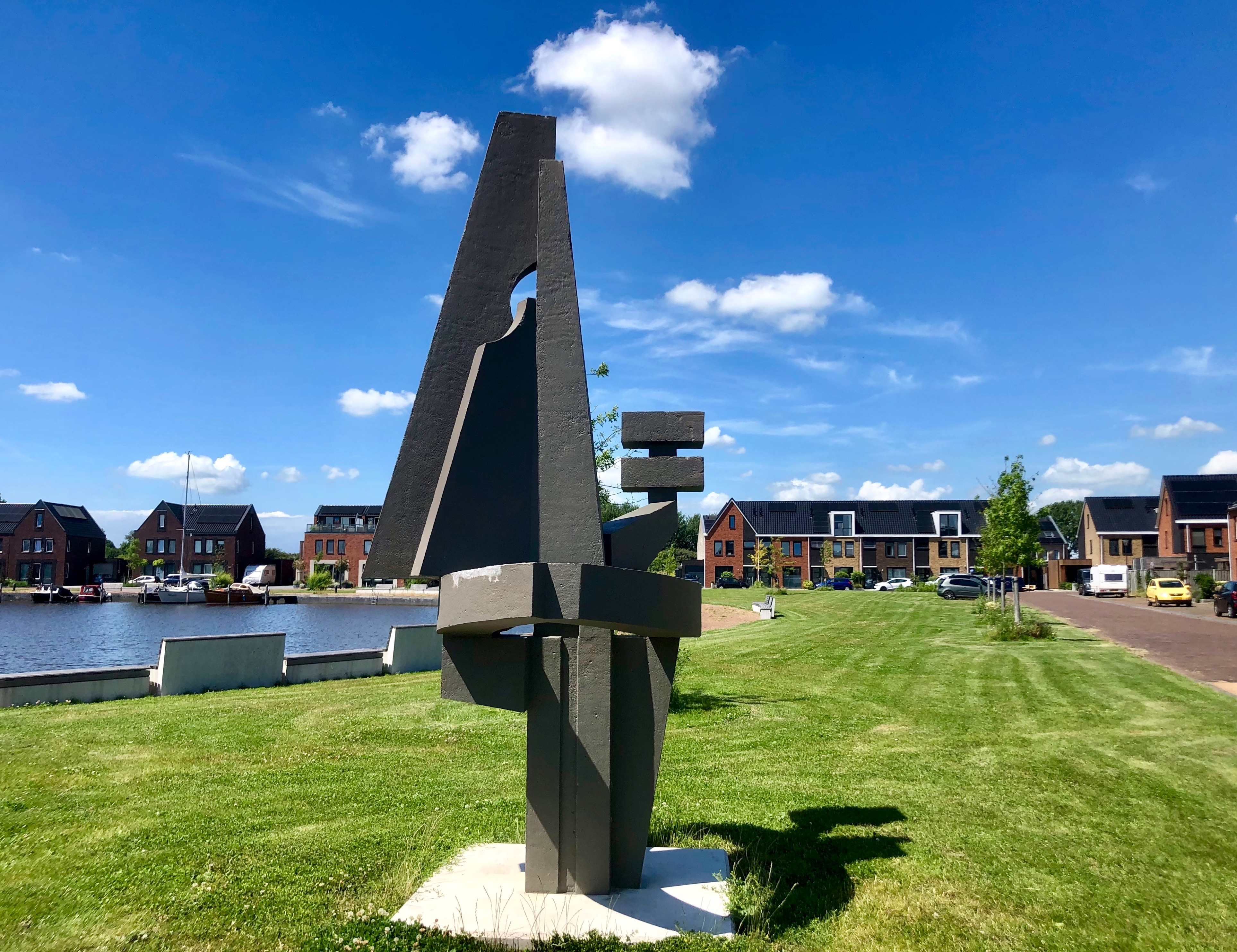
Zeilsport (1963), Sneek
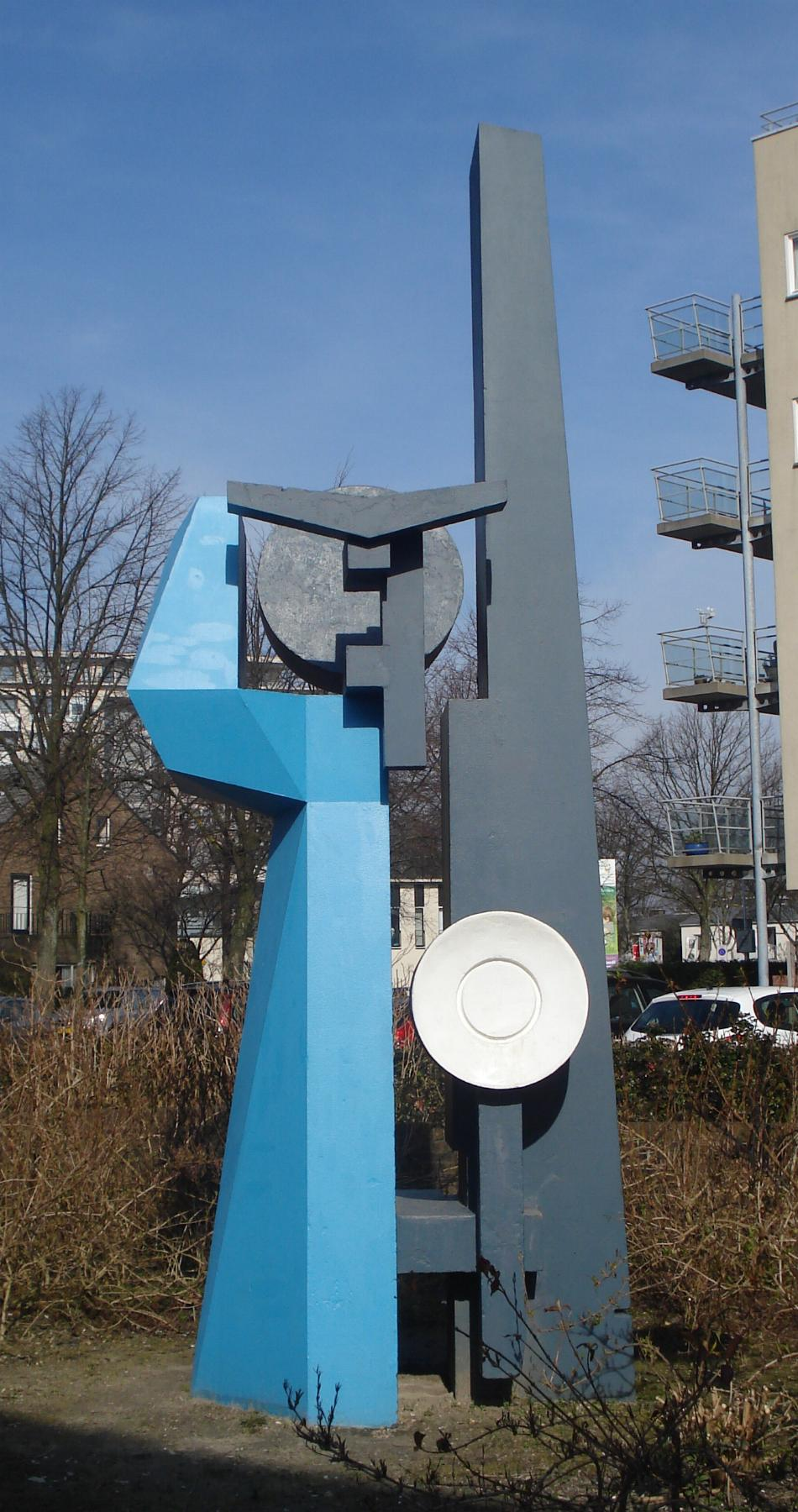
Oldelft (1963), Delft
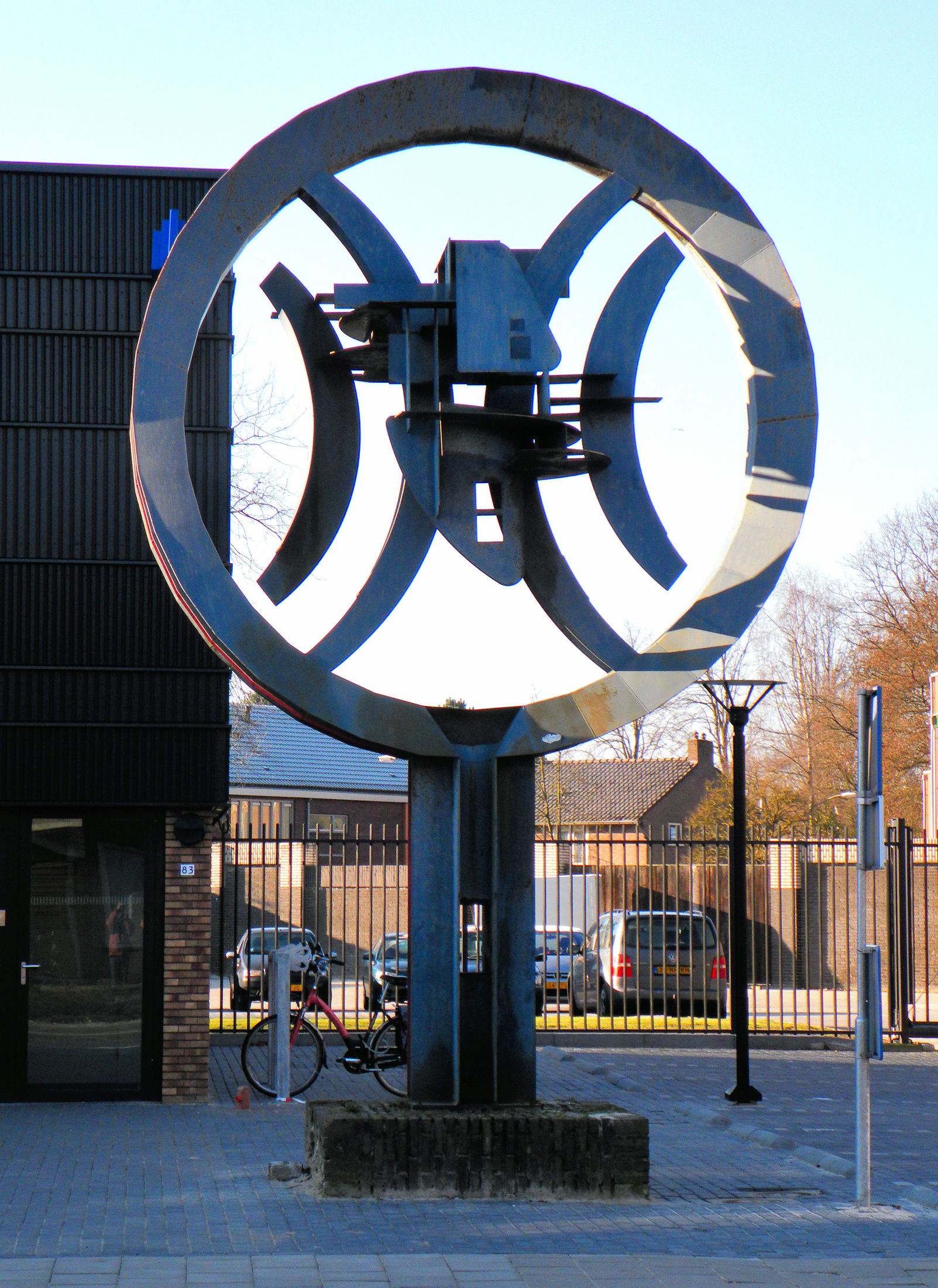
Zonder titel (1972), Assen
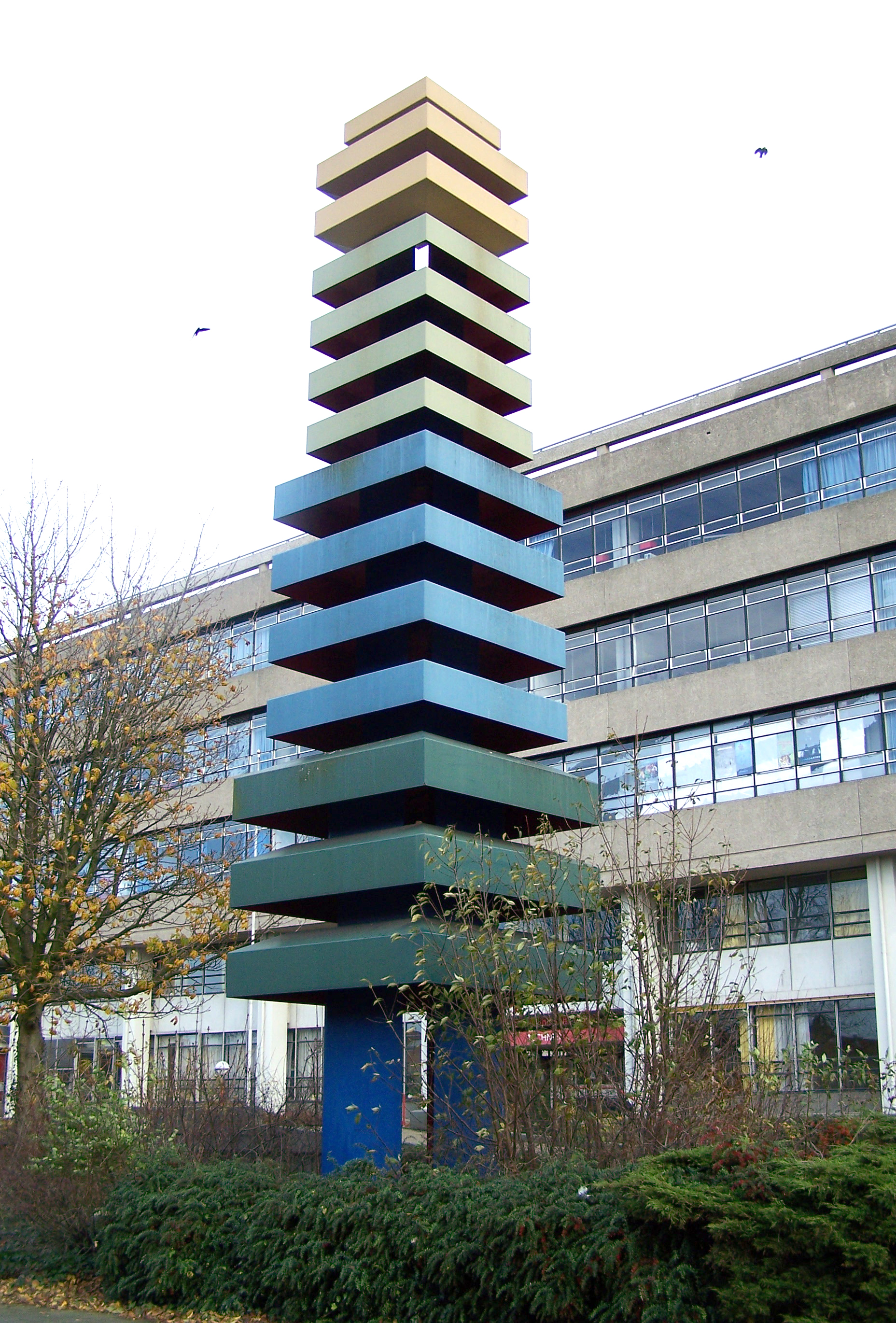
De Boom (1973), Leeuwarden (voor verhuizing)
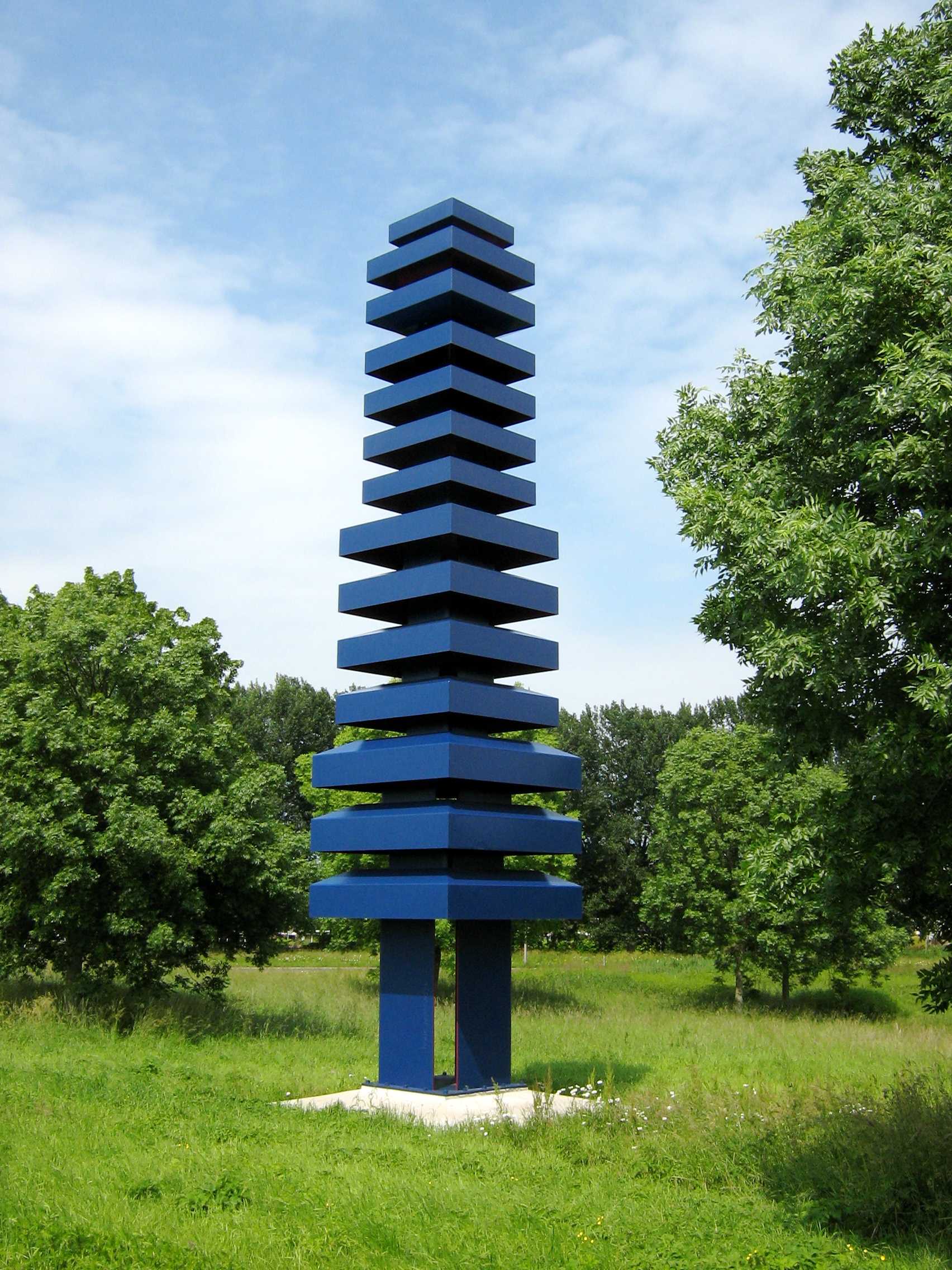
De Boom, Leeuwarden (sinds verhuizing)
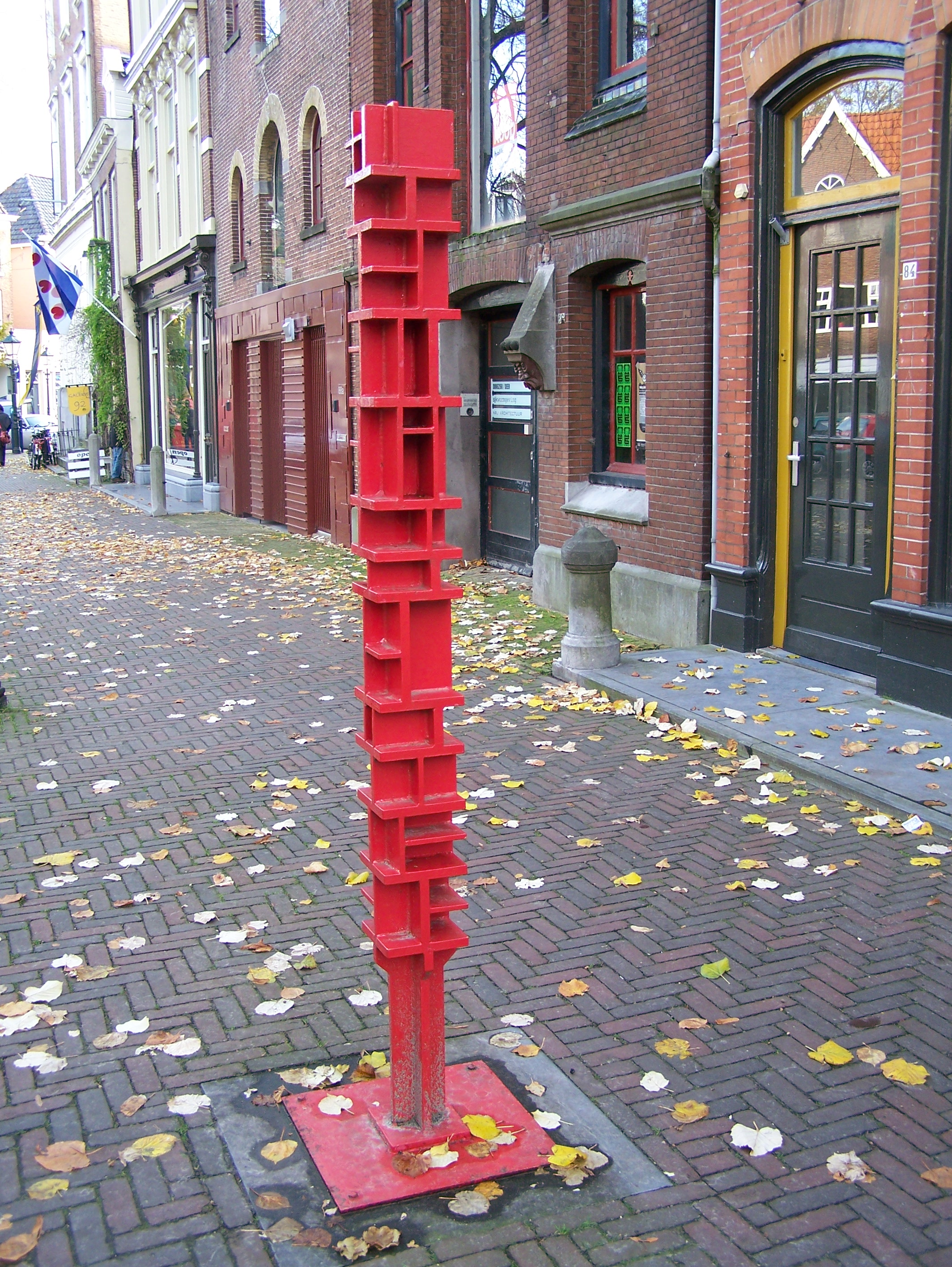
Zonder titel, (tot 2008 aan de) Eewal, Leeuwarden